# 2670 Чувашија
2670 Чувашија (енгл. 2670 Chuvashia) је астероид главног астероидног појаса чија средња удаљеност од Сунца износи 3,166 астрономских јединица (АЈ).
Апсолутна магнитуда астероида је 10,5.